# Дедешть (Ясси)
Дедешть, Дедешті (рум. Dădești) — село у повіті Ясси в Румунії. Входить до складу комуни Іон-Некулче.
Село розташоване на відстані 316 км на північ від Бухареста, 46 км на захід від Ясс.

## Населення
За даними перепису населення 2002 року у селі проживали 288 осіб.
Національний склад населення села:
| Національність | Кількість осіб | Відсоток |
| -------------- | -------------- | -------- |
| румуни         | 273            | 94,8%    |
| цигани         | 12             | 4,2%     |

Рідною мовою назвали:
| Мова      | Кількість осіб | Відсоток |
| --------- | -------------- | -------- |
| румунська | 273            | 94,8%    |
| циганська | 12             | 4,2%     |